# Rybníky u Lovětína
Rybníky u Lovětína este o arie protejată (arie specială de conservare — SAC, sit de importanță comunitară — SCI) din Republica Cehă întinsă pe o suprafață de 11,03 ha, integral pe uscat.

## Localizare
Centrul sitului Rybníky u Lovětína este situat la coordonatele 49°12′22″N 15°03′16″E / 49.206111°N 15.054444°E.

## Înființare
Situl Rybníky u Lovětína a fost declarat sit de importanță comunitară în noiembrie 2009 pentru a proteja 2 specii de animale. Situl a fost protejat și ca arie specială de conservare în iulie 2012.

## Biodiversitate
Situată în ecoregiunea continentală, aria protejată conține 2 habitate naturale: Ape puternic oligomezotrofe cu vegetație bentonică cu Chara spp., Lacuri și iazuri distrofice naturale.
La baza desemnării sitului se află mai multe specii protejate:
- amfibieni (1): triton cu creastă (Triturus cristatus)
- nevertebrate (1): libelule (Leucorrhinia pectoralis)